# Gullbergs kontrakt
Gullbergs kontrakt var ett kontrakt i Linköpings stift inom Svenska kyrkan. Kontraktet upplöstes 1702 och bildade Gullbergs och Bobergs kontrakt tillsammans med Bobergs kontrakt.

## Administrativ historik
Kontraktet omfattade
- Vreta klosters församling
- Björkebergs församling
- Flistads församling
- Ljungs församling

## Kontraktsprostar
| Ämbetstid | Namn                      | Levnadstid | Övrigt                                  |
| --------- | ------------------------- | ---------- | --------------------------------------- |
| 1550-1579 | Laurentius Ragvaldi       | 1493-1579  | Kyrkoherde i Vreta Klosters församling. |
| 1580-1595 | Birgerus Petri Wadstenius | 1520-1595  | Kyrkoherde i Vreta Klosters församling. |
| 1605-1650 | Nicolaus Palumbus         | 1568-1650  | Kyrkoherde i Vreta Klosters församling. |
| 1650-1667 | Laurentius Palumbus       | 1615-1667  | Kyrkoherde i Vreta Klosters församling. |
| 1667-1673 | Ericus Simonius Löfgren   | 1626–1688  | Kyrkoherde i Skeda församling.          |
| 1673-1685 | Swen Sithelius            | -1685      | Kyrkoherde i Vreta Klosters församling. |
| 1686-1694 | Zacharias Reuserus        | 1634-1694  | Kyrkoherde i Vreta Klosters församling. |
| 1696-1702 | Bothwid Gladhem           | 1650-1712  | Kyrkoherde i Vreta Klosters församling. |